# Прищепа, Надежда Ивановна
Наде́жда Ива́новна Прище́па (также выступала под фамилиями Дергаченко и Беспалова; род. 28 июня 1956, Украинка, Киевская область) — советская спортсменка. Заслуженный мастер спорта СССР (1978).
В составе восьмёрки выиграла серебро в академической гребле на XXII Олимпийских играх, проходивших в Москве в 1980 году.